# مسجد خلانی
مسجد خلانی در قلب شهر بغداد، پایتخت عراق، و در میدانی به همین نام قرار گرفته‌است.
مسجد الخلانی زیارتگاه و حرمی مربوط به مسلمانان  است که دربارهٔ آن اختلاف نظرهایی وجود دارد. این محل مرقد شیخ محمد بن عثمان العمری خلانی منسوب به امام علی‌النقی و فرزندش امام حسن عسکری است، او همچنین با امام حجت بن الحسن مهدی نیز بوده‌است. آنچنان که پدرش شیخ عثمان بن سعید العمری قبل از وفاتش بر اساس آنچه در غیبت از شیخ طوسی یاد کرده‌است، تصریح می‌کند.
در میان اهل سنت، مرقد امام خلانی به ابوجعفر یاد می‌شود که معروف به غلام الخلال است. این یکی از مساجد تاریخی و باستانی بغداد است و در مقابل میدان خلانی بغداد نزدیک بازار سنک و نزدیک مسجد شیخ عبدالقادر کیلانی (مدرسه قادریه) و همچنین نزدیک به مسجد معروف به العیدروسی. می‌باشد.

## تاریخچه
مسجد خلال که امروزه به مسجد خلانی معروف است، در قبرستانی به نام قبرستان آل خلانی قرار داشت که اطراف آن را احاطه کرده بود.
این مسجد میراث مشترک بین هر دو جامعه اهل سنت و شیعیان است. منابع تاریخی، حرم مسجد را به «ابوبکر عبدالعزیز بن جعفر» معروف به «غلام الخلال» متوفی سال ۳۰۵ هجری قمری از مشهورترین فقهای مکتب حنبلی نسبت می‌دهند. همچنین مقبره عبدالقادر جیلانی، فقیه مشهور اهل سنت نیز در نزدیکی آن قرار دارد، مقبره آخرین خلیفه عباسی و تمامی اهل بیت او که به دستور وزیر موید الدین توسط مغولان کشته شدند نیز در نزدیکی آن قرار دارد.

## مرقد محمد بن عثمان عمروی
مسجد خلانی مرقد محمد بن عثمان بن سعید عَمروی را در خود جای داده‌است. او دومین نایب خاص امام دوازدهم شیعیان و فرزند عثمان بن سعید بود.

## کتابخانه
در داخل مسجد کتابخانه خلانی قرار دارد که حاوی کتابهای ارزشمند بسیاری است.

## انفجار مهیب در مسجد خلانی
در بعداز ظهر ۲۹ خرداد ۱۳۸۶ انفجار مهیبی در مسجد خلانی روی داد که صدای ان در اقصی نقاط پایتخت شنیده شد. این انفجار با استفاده از یک کامیون پر از مواد و بصورت انتحاری انجام شد. در این انفخار که موقع خروج نمازگزاران بعد از انجام نماز بود ۸۰ نفر کشته شدند.